# Complexo Viário Gilberto Mestrinho

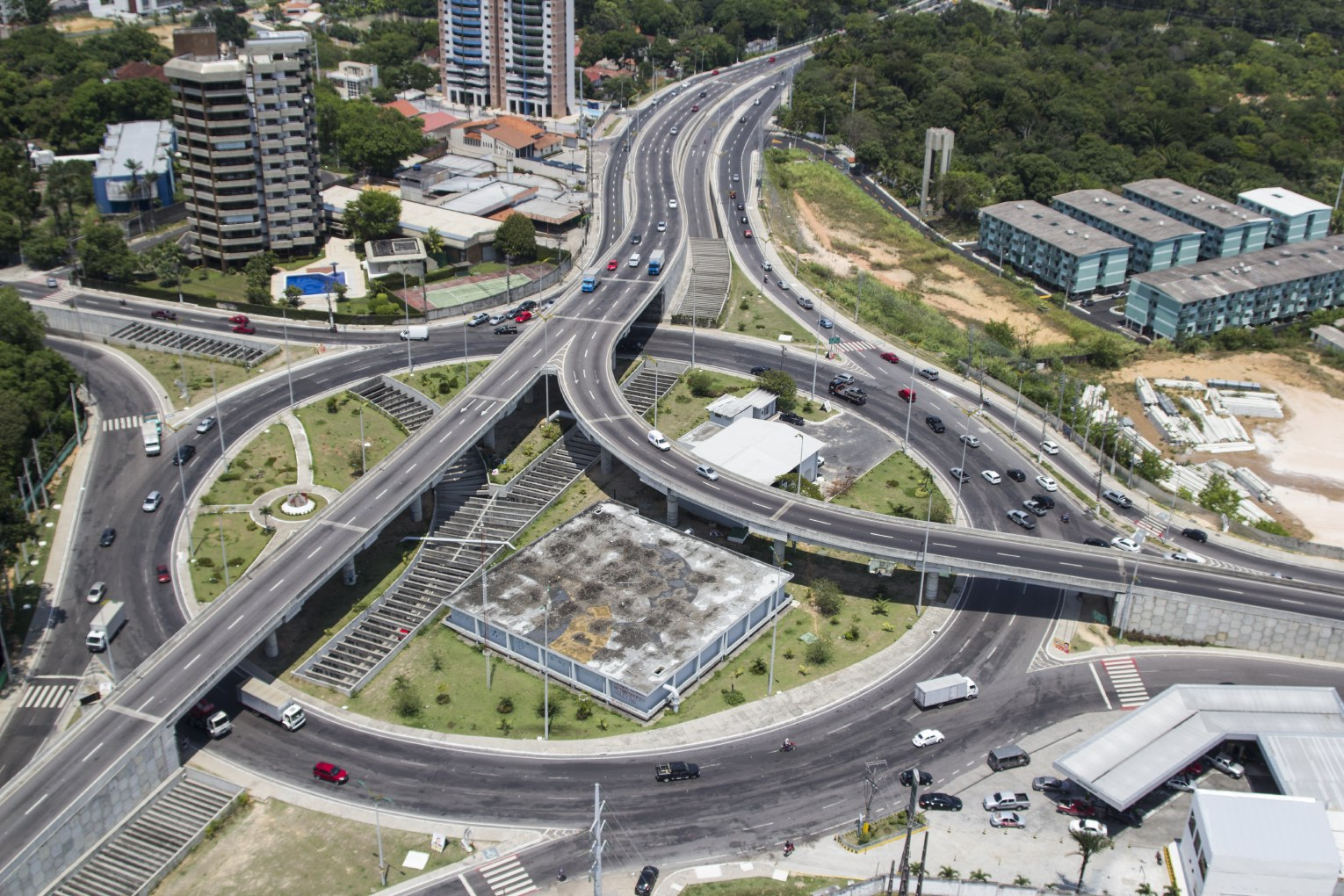
Localizado no bairro do Coroado, o complexo viário é um dos maiores de Manaus.

O Complexo Viário Gilberto Mestrinho (conhecido como Viaduto do Coroado) é um complexo viário da cidade brasileira de Manaus, capital do Amazonas. 
Está localizado na interseção das zonas sul, centro-sul e leste, e serve de interligação entre as avenidas Cosme Ferreira, André Araújo, Ephigênio Salles, e Rodrigo Otávio. Sua inauguração ocorreu em 30 de janeiro de 2010.
Em 2015, o complexo viário ganhou duas alças de retorno destinadas aos motoristas que trafegam nas avenidas General Rodrigo Otávio e Ephigênio Sales.